# Superman: Doomsday
Superman: Doomsday – amerykański film animowany z 2007 roku w reżyserii Lauren Montgomery i Bruce'a Timma.

## Opis fabuły
W trakcie prac wykopaliskowych pracownicy firmy LexCorp znajdują kapsułę, w której przebywa tajemnicza istota o ogromnej sile zniszczenia. Gdy wiadomość o potworze dociera do Supermana, ten bez chwili wahania postanawia stawić jej czoło. Dochodzi do widowiskowej walki, w wyniku której giną obaj przeciwnicy, ale...

## Obsada
- Adam Baldwin – Clark Kent / Superman
- Anne Heche – Lois Lane
- James Marsters – Lex Luthor
- John DiMaggio – Toyman
- Tom Kenny – Robot
- Swoosie Kurtz – Martha Kent
- Cree Summer – Mercy Graves
- Ray Wise – Perry White
- Adam Wylie – Jimmy Olsen
- Chris Cox – Damon Swank

## Wersja polska (lektor)
Wersja polska: HBO POLSKA

Tekst: Wojciech Stybliński

Czytał: Piotr Borowiec